# Snoop Dogg’s Hustlaz: Diary of a Pimp
Snoop Dogg’s Hustlaz: Diary of a Pimp ist ein Videofilm aus dem Jahr 2002, der – ebenso wie sein Vorgänger Snoop Dogg’s Doggystyle – mit dem Rapper Snoop Dogg in der Hauptrolle den Trend gesetzt hat, Pornografie und Hip-Hop-Musik zu kombinieren. Snoop Dogg führte auch Regie.

## Inhalt
Das Video wird von Snoop Dogg als eine Mischung aus Gastgeber und Moderator präsentiert und die Pornoszenen exklusiv mit seiner eigenen Musik untermalt. Es war einer der wenigen Pornofilme, die auch in den Billboard-Musikvideo-Verkaufscharts gelistet wurden. Der Film wurde im Jahr 2004 als das meistverkaufte Video mit einem AVN Award ausgezeichnet.

## Auszeichnungen
- 2004: AVN Award – Best Selling Title of the Year